# 愛知県立田口高等学校
愛知県立田口高等学校（あいちけんりつ たぐちこうとうがっこう）は、愛知県北設楽郡設楽町清崎に所在する公立の高等学校。1941年（昭和16年）4月に開校した田口農林学校を母体に、1948年（昭和23年）4月に愛知県立田口高等学校が開校した。2008年度（平成20年度）からは北設楽郡唯一の高校である。

## 年表
- 1941年（昭和16年）4月 - 田口農林学校が開校。
- 1948年（昭和23年）4月 - 愛知県立田口高等学校が開校。
- 年月日不明 - 北設楽郡津具村に津具分校が開校。
- 年月日不明 - 北設楽郡稲武町に稲武分校（後の稲武校舎）が開校。
- 1965年（昭和40年） - 津具分校が閉校。
- 2003年（平成15年） - 北設楽郡稲武町が東加茂郡に編入。
- 2008年（平成20年） - 稲武校舎が閉校。

## 歴史

### 田口農林学校 → 田口高校
1941年（昭和16年）4月、北設楽郡田口町に田口農林学校として開校し、戦後の1948年（昭和23年）4月には愛知県に移管されて愛知県立田口高等学校となった。田口高校は北設楽郡初の高校である。同年6月24日には東栄町に北設楽郡7町村学校組合立の本郷高等学校が開校し、1950年（昭和25年）にはやはり愛知県に移管されて愛知県立本郷高等学校となっている。
2008年（平成20年）3月をもって東栄町の愛知県立新城東高等学校本郷校舎（旧・愛知県立本郷高等学校）が閉校となったため、同年4月以降には田口高校が北設楽郡唯一の高校となった。

### 愛知県初の連携型中高一貫校
2004年度（平成16年度）から設楽町立設楽中学校・設楽町立津具中学校・豊根村立豊根中学校との連携による愛知県初の中高一貫教育を実施しており、2007年（平成19年）からは3中学校からの入学志願者を対象に「連携型入試」を行っている。この入試方式では調査書を提出せず、志望理由書と中高連携のもとに行われる学習のまとめを提出した上で面接を実施している。2014年度（平成26年度）から東栄町立東栄中学校も連携一貫校に加わり、2017年（平成29年）からは東栄中学校からの志願者も連携型入試の対象になった。
なお、設楽町立津具中学校は、2024年（令和6年）3月31日をもって閉校し、設楽町立設楽中学校に統合された。

### 分校
やがて北設楽郡津具村に津具分校を開校させたが、津具分校は1965年（昭和40年）に閉校となった。
やがて北設楽郡稲武町に稲武分校を開校させ、のちに稲武校舎に改称した。2003年（平成15年）に稲武町が東加茂郡に編入し、2005年（平成17年）の合併で豊田市となった稲武校舎は2006年度（平成18年度）の生徒募集を行わず、2008年（平成20年）3月に閉校となった。長野県下伊那郡根羽村や岐阜県恵那郡上矢作町（現在の岐阜県恵那市上矢作町）には高校がないため、この地域から県境を越えて稲武校舎に通学する生徒もいた。

## 特色
寄宿舎の清和寮を備えており、入学時に入寮審査があり、許可された生徒のみ入寮できる。土曜・日曜・祝日や長期休業中の学校休業日は閉寮する。
林業科演習林（鴨山演習林）を備えており、林業科の生徒は毎年二回、鴨山演習林で実習を受ける。
2014年（平成26年）度から校舎内に豊橋特別支援学校 山嶺教室を併設している。

## 設置学科
普通科
- 普通コース
- 自然探究コース

林業科
- 森林科学コース
- 地域文化コース

## 部活動

### 運動部
- 野球部 - 硬式ではなく軟式。
- 陸上競技部
- バレーボール部
- バスケットボール部 - 2007年（平成19年）度に男子部発足。
- ソフトテニス部 - インターハイ出場経験あり。
- 卓球部
- 剣道部

### 文化部
- 写真部
- 美術部
- 理科部
- フォレスター部 - 樹木調査や登山など。
- 茶華部 - 茶道・華道。
- 英語部

## 交通機関
東三河平野部、飯田線沿線からのアクセス
- JR飯田線 本長篠駅下車、豊鉄バス乗り換え、「田口」バス停下車、徒歩で約5分。
通学時間帯（朝9:05始業）に田口行バスを2本運行（始業時間の変更は2012年（平成24年）3月17日のJR・豊鉄バスダイヤ改正に伴う措置）。

設楽町内、東栄町からのアクセス
- おでかけ北設（設楽町営バス、東栄町営バス、豊鉄バス） 「設楽事務所前」バス停もしくは「田口」バス停下車、徒歩で約5分。

豊根村中心部からのアクセス
- おでかけ北設（豊根村営バス） 「田口高校前」バス停下車。
田口高校前ゆきのバスは朝1本のみで、他の時間帯は「設楽事務所前」バス停もしくは「田口」バス停からの徒歩アクセスとなる。